# Amanda Woodward
Amanda Woodward jest zespołem screamo pochodzącym z Caen we Francji. Grupa powstała w 1998 na gruzach zespołów Peu Être, Hippies Of Today, Season, Soar oraz Alcatraz. Jest to, obok Daïtro, jeden z najpopularniejszych obecnie zespołów na tamtejszej scenie. Na muzykę Amandy Woodward składa się krzyczany wokal, emocjonalne gitarowe riffy, a także teksty niosące ze sobą polityczny przekaz.

## Członkowie
- Pierre - bass
- Antoine - gitara
- Nico - gitara
- Antoine - perkusja
- Gerome - wokal

Nico, wspólnie z Davidem z The Apollo Program, jest założycielem wytwórni Paranoid Records, która wydaje i rozprowadza płyty Amandy Woodward, a także współpracuje z Level Plane Records. Pierre obecnie jest także basistą Aussitôt Mort, natomiast Gerome znany jest również z gry w zespołach jak Alcatraz czy Peu Être.

## Dyskografia
- Demo CD-R/10" picture disc (wydane we własnym zakresie, 2001)
- Ultramort CD/12" (Destructure, 2002 - CD / Chimères, 2003 - 12")
- Pleine de Grâce CD/Euro 7"/US 7" (Waiting For An Angel - CD) / Pure Pain Sugar - Euro 7" / Code Of Ethics - US 7", 2003)
- Amanda Woodward/1905 split 7" (Stonehenge, 2004)
- La Décadence de la Décadence CD/LP (Earthwatersky Connection 2004 - Europa CD/12") / Level Plane, 2004 - USA CD / Codes of Ethics, 2004 - USA 12" / Paranoid Records, 2005 - Francja CD)
- Meurt La Soif/Un Peu d'Etoffe 7" (Paranoid Records - Europa / Level Plane - USA, 2006)

Inne:
- Utwór Mange-Ton-Disque znalazł się na składance Lucky Thirteen (Nova Recordings, 2001)
- Discography kaseta (Yama Dori, 2004) - znalazł się na niej cały materiał sprzed "La Décadence"
- Discographie CD (Golden Brown Records, 2004 - USA) / Paranoid Records, 2005 - Europa) - zawiera utwory z dema, "Ultramort" i "Magne-Ton-Disque".